# Snapseed
SnapseedはiOS・Android専用の画像編集ソフトウェア。画像の改善やデジタルフィルターをかけることができる。Nik Softwareによって開発されたが、現在はGoogleによって運営されている。

## 受賞歴
- Named iPad App of the Year 2011 by Apple[1]
- Named one of the Top 100 Best Android App of 2018 by PC Magazine[2]